# 엑스선천문학

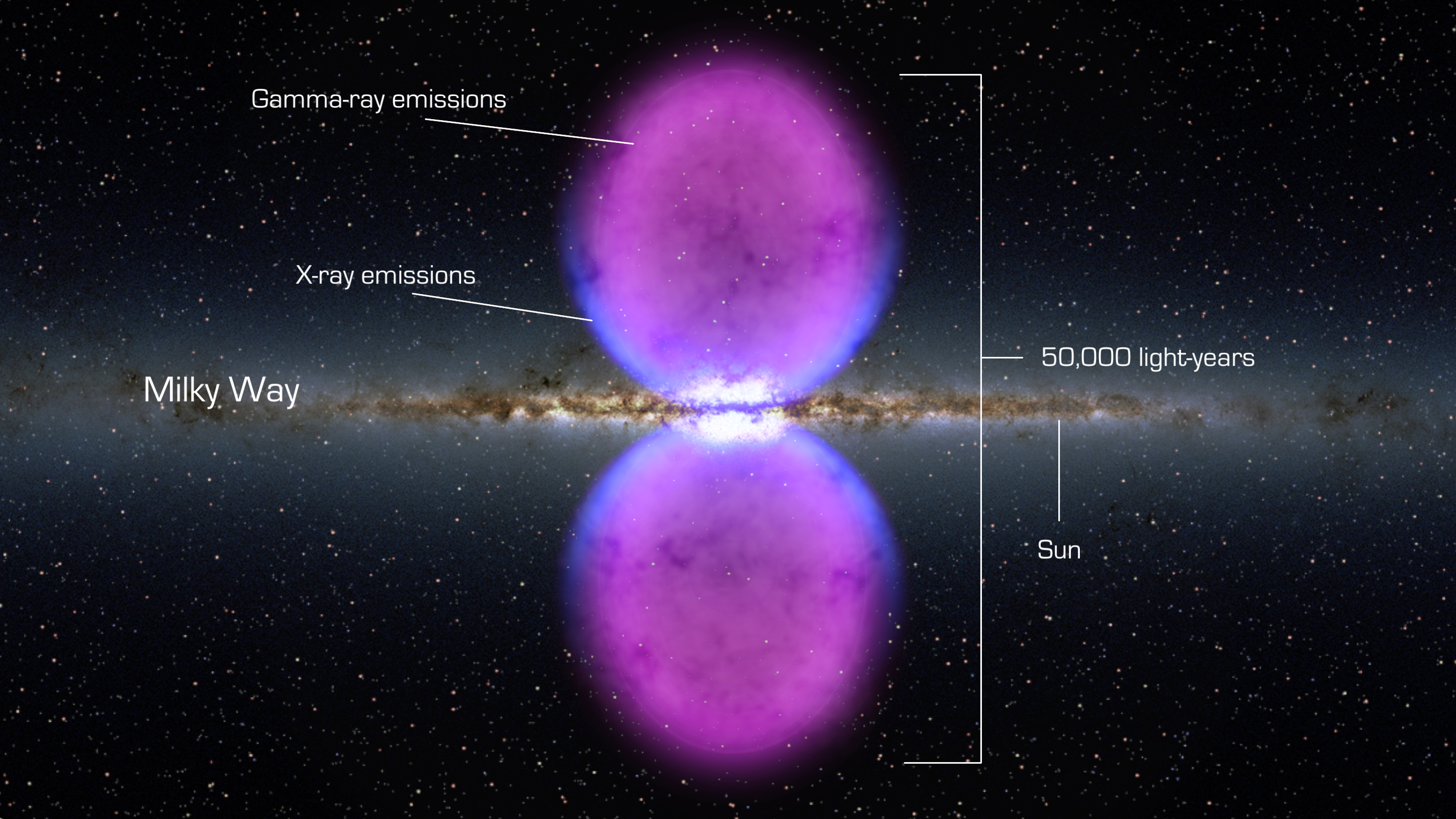

X선 천문학(-線天文學)은 관측천문학의 한 분야로, 천체에서 방사되는 X선 연구를 하는 학문이다.

## 엑스선 천체
파장이 극히 짧은 전자파인 X선은 지구대기에 의해서 흡수되어 버린다. 그러나 최근에는 대기권 밖으로 로켓이나 인공천체를 쏘아 올리는 기술이 개발되어, X선에 의한 천체관측도 가능하게 되었다. 현재는 아직 관측할 수 있는 X선의 강도에 한계가 있고, 또 검출기의 방향 제어도 충분하지 못하므로, X선 천체의 위치 결정의 정도(精度)가 낮아 광학천체와의 동정(同定)은 어렵다. 지금까지 알려진 X선 천체에는 태양 이외에 초신성의 잔해(게성운 등), 특히 외은하계(M87 등) 및 항성상의 것(전갈자리 X1 등, 엑스터로 불린다)이 있다. 대부분의 은하계 내 X선 천체는 은하면 부근에 분포하고 있으며, 또 엑스터 이외의 X선 천체는 모두 전파천체이기도 하다.

## 같이 보기
- 감마선 천문학
- 자외선천문학